# 愛はちっとも難しくない
『愛はちっとも難しくない』（あいはちっともむずかしくない）は、財津和夫の通算7枚目のアルバム。1995年5月12日にパイオニアLDCから発売された。

## 背景
キャッチコピーは『自分の愛を始める それはきっと、瞬きをするような感覚。』。
前作『Naked Heart』から約2年ぶりとなるアルバムで、ニューヨークにてレコーディングが行われた。

## 批評
| 専門評論家によるレビュー | 専門評論家によるレビュー |
| レビュー・スコア         | レビュー・スコア         |
| 出典                     | 評価                     |
| ------------------------ | ------------------------ |
| CDジャーナル             | 肯定的                   |

CDジャーナルは、「ポップスではずんだ若々しい楽曲も少なからずあって、華やぎやきらめきも感じられる。まだまだ、落ち着いちゃいられない、ときめき現役ってとこか。」と肯定的に評価している。

## 収録曲
| 全作詞・作曲・編曲: 財津和夫。 |                            |          |            |      |
| #                              | タイトル                   | 作詞     | 作曲・編曲 | 時間 |
| 1.                             | 「愛はちっとも難しくない」 | 財津和夫 | 財津和夫   | 5:01 |
| 2.                             | 「プロポーズの手紙」       | 財津和夫 | 財津和夫   | 5:03 |
| 3.                             | 「約束の海」               | 財津和夫 | 財津和夫   | 4:17 |
| 4.                             | 「君がいない朝」           | 財津和夫 | 財津和夫   | 4:35 |
| 5.                             | 「Everlasting」            | 財津和夫 | 財津和夫   | 4:42 |
| 6.                             | 「愛の森」                 | 財津和夫 | 財津和夫   | 4:30 |
| 7.                             | 「別れという愛」           | 財津和夫 | 財津和夫   | 4:13 |
| 8.                             | 「信じない者は救われない」 | 財津和夫 | 財津和夫   | 3:54 |
| 9.                             | 「バタートーストかじって」 | 財津和夫 | 財津和夫   | 1:48 |
| 10.                            | 「ふたりのステージ」       | 財津和夫 | 財津和夫   | 5:02 |
| 合計時間:                      | 合計時間:                  | 43:05    |            |      |

## 参加ミュージシャン
- HIROYUKI IZUTA : Background Vocals (M-6,10)
- RYUJI TAKAGI : Background Vocals (M-4)
- TOMOTAKA MATSUI : Electric Guitars[Solo] (M-8)

## メディアでの使用
| # | 曲名                       | タイアップ                  | 出典  |
| - | -------------------------- | --------------------------- | ----- |
| 5 | 「Everlasting」            | '95メナード年間テーマソング | [ 3 ] |
| 9 | 「バタートーストかじって」 | 雪印バターハーフ CFソング   |       |